# Absolut konvergente Reihe
Eine absolut konvergente Reihe ist ein Begriff aus der Analysis. Es handelt sich um eine Verschärfung des Begriffs der konvergenten Reihe. Für die absolut konvergenten Reihen bleiben manche Eigenschaften endlicher Summen gültig, die für die größere Menge der konvergenten Reihen im Allgemeinen falsch sind.

## Definition
Eine reellwertige oder komplexwertige Reihe {\displaystyle \textstyle \sum _{n=0}^{\infty }a_{n}} heißt absolut konvergent, wenn die Reihe der Absolutbeträge
{\displaystyle \sum _{n=0}^{\infty }|a_{n}|<\infty }
konvergiert, wenn also die Folge der Partialsummen {\displaystyle (\sum _{i=0}^{n}|a_{i}|)_{n\in \mathbb {N} _{0}}} konvergiert.
Diese Definition wird auch auf normierte Räume verallgemeinert: Eine Reihe in einem normierten Raum heißt absolut konvergent, wenn die Reihe der Normen konvergiert.

## Beispiele
- Konvergente Reihen, deren Summanden fast alle nicht negativ sind, sind absolut konvergent.
- Die Reihe

{\displaystyle \sum _{n=1}^{\infty }{\frac {(-1)^{n-1}}{n^{2}}}}
ist wegen
{\displaystyle \sum _{n=1}^{\infty }\left|{\frac {(-1)^{n-1}}{n^{2}}}\right|=\sum _{n=1}^{\infty }{\frac {1}{n^{2}}}={\frac {\pi ^{2}}{6}}}
absolut konvergent.
- Die Potenzreihe der Exponentialfunktion

{\displaystyle \exp(z)=\sum _{n=0}^{\infty }{\frac {z^{n}}{n!}}}
ist für jedes komplexe {\displaystyle z} absolut konvergent.
- Generell gilt, dass eine reelle oder komplexe Potenzreihe im Inneren ihres Konvergenzkreises absolut konvergent ist.
- Die alternierende harmonische Reihe

{\displaystyle \sum _{n=1}^{\infty }{\frac {(-1)^{n-1}}{n}}}
ist konvergent gegen {\displaystyle \ln(2)}. Sie ist aber nicht absolut konvergent, denn beim Nachprüfen der definierenden Eigenschaft erhält man
{\displaystyle \sum _{n=1}^{\infty }\left|{\frac {(-1)^{n-1}}{n}}\right|=\sum _{n=1}^{\infty }{\frac {1}{n}}},
also die gewöhnliche harmonische Reihe. Diese ist bestimmt divergent gegen {\displaystyle \infty }.

## Eigenschaften
Jede absolut konvergente Reihe ist (unbedingt) konvergent. Das gilt sowohl für reellwertige wie für komplexwertige Reihen.
Allgemeiner: In endlich-dimensionalen Räumen ist unbedingt konvergent gleichbedeutend mit absolut konvergent.
Es gibt aber Reihen, die konvergent, aber nicht absolut konvergent sind, sie gelten als bedingt konvergent. In unendlich-dimensionalen Räumen gibt es sogar unbedingt konvergente Reihen, die nicht absolut konvergieren.
Manche Konvergenzkriterien für Reihen, so das Wurzelkriterium und das Quotientenkriterium, bedingen die absolute Konvergenz.

### Umordnungen
Eine wesentliche Eigenschaft absolut konvergenter Reihen ist, dass man wie bei endlichen Summen die Summanden beliebig vertauschen kann: Jede Umordnung einer absolut konvergenten Reihe {\displaystyle s}, d. h. jede Reihe, die durch Umordnung der Reihenglieder von {\displaystyle s} entsteht, ist konvergent und konvergiert gegen den gleichen Grenzwert wie {\displaystyle s}. Dies ist genau umgekehrt zu konvergenten, aber nicht absolut konvergenten Reihen {\displaystyle t}: Dort existiert stets eine Umordnung von {\displaystyle t}, die divergiert.
Ist die Reihe {\displaystyle t} reellwertig, so gilt die folgende, noch schärfere Aussage (Riemannscher Umordnungssatz): Zu jeder vorgegebenen Zahl {\displaystyle S\in \mathbb {R} \cup \{\pm \infty \}} existiert eine Umordnung der Reihe {\displaystyle t}, die gegen {\displaystyle S} (uneigentlich) konvergiert. Die Begründung ist leicht anzugeben, wir beschränken uns auf den Fall {\displaystyle S\neq \pm \infty }. Man ordnet die Summanden in zwei Folgen
{\displaystyle a_{1}\geq a_{2}\geq \dotsb \geq a_{n}\geq \dotsb >0>\dotsb \geq b_{n}\geq \dotsb \geq b_{2}\geq b_{1}}
an (Summanden, die gleich null sind, werden weggelassen). Nun addiert man so lange Folgenglieder aus {\displaystyle (a_{n})}, bis {\displaystyle S} überschritten wird, dann (negative) Folgenglieder aus {\displaystyle (b_{n})}, bis {\displaystyle S} wieder unterschritten wird, dann wieder aus {\displaystyle (a_{n})} usw. Das Verfahren ist durchführbar, weil {\displaystyle \sum a_{n}} und {\displaystyle \sum b_{n}} divergieren (ansonsten wäre die ursprüngliche Reihe absolut konvergent), und die umgeordnete Reihe konvergiert gegen {\displaystyle S}.

## Verallgemeinerungen
Der Begriff der absoluten Konvergenz lässt sich auf normierte Räume verallgemeinern. Gegeben sei eine Folge {\displaystyle (x_{n})_{n\in \mathbb {N} }} von Elementen eines normierten Raumes {\displaystyle (X,\|\cdot \|)}. Die entsprechende Reihe {\displaystyle (s_{n})_{n\in \mathbb {N} }} wird durch
{\displaystyle s_{n}:=\sum _{\nu =1}^{n}x_{\nu }}
definiert. Die Reihe heißt absolut konvergent, wenn {\displaystyle \textstyle \sum _{\nu =1}^{\infty }\|x_{\nu }\|} konvergiert.
Ist {\displaystyle X} ein Banachraum, also vollständig, so ist jede absolut konvergente Reihe auch konvergent. Tatsächlich gilt hiervon auch die Umkehrung: Ist {\displaystyle (X,\|\cdot \|)} ein normierter Vektorraum und jede absolut konvergente Reihe konvergent, so ist {\displaystyle X} vollständig, also ein Banachraum.
In beliebigen vollständigen metrischen Räumen gilt ein verwandtes Resultat. Eine Folge {\displaystyle \left(s_{n}\right)_{n\in \mathbb {N} }} ist zumindest dann konvergent, wenn die Summe
{\displaystyle \sum _{\nu =1}^{\infty }d\left(s_{\nu -1},s_{\nu }\right)}
konvergiert. Da in obigem Beispiel ja {\displaystyle d\left(s_{\nu -1},s_{\nu }\right)=\|x_{\nu }\|}, ergibt sich die absolute Konvergenz daraus als Spezialfall.